# Cape Breton University

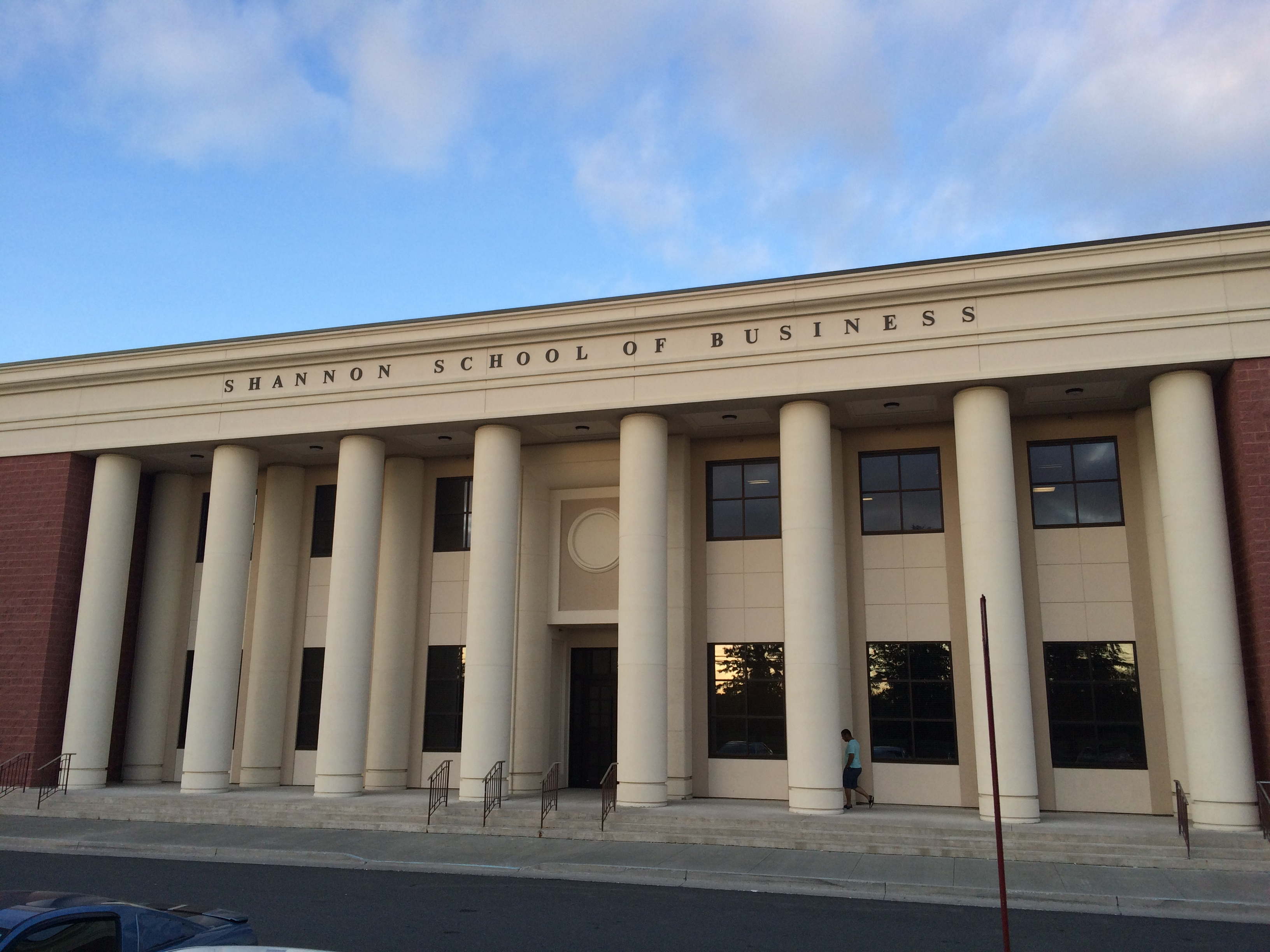
Cape Breton University: Shannon School of Business

Die Cape Breton University (kurz CBU) ist eine Universität in Sydney, Nova Scotia, Kanada.
Die Hochschule wurde 1951 als Xavier Junior College, einem Ableger der Saint Francis Xavier University, gegründet. 1968 ging daraus die Nova Scotia Eastern Institute of Technology (NSEIT) und 1974 das College of Cape Breton (CBB) hervor. 1982 erhielt das College die Universitätsanerkennung als University College of Cape Breton (UCCB). 2005 erfolgte die Umfirmierung in Cape Breton University (CBU).
Circa 4000 Studenten werden in Bachelor-, Master- und Zertifikatsprogrammen ausgebildet an den Fakultäten:
- School of Arts and Social Sciences
- School of Professional Studies
- Shannon School of Business
- School of Science and Technology
- Unama'ki College